# 592
592 (DXCII na numeração romana) foi um ano bissexto do século VI, do Calendário Juliano, da Era de Cristo, teve início a uma terça-feira e terminou a uma quarta-feira, com as letras dominicais F e E.
| ano completo                          |
| ------------------------------------- |
| Ano bissexto com início à terça-feira |

## Eventos
- II Concílio de Saragoça

## Mortes
- Sushun, 32º imperador do Japão.